# Арач
Арач (рум. Araci) — село у повіті Ковасна в Румунії. Входить до складу комуни Вилчеле.
Село розташоване на відстані 156 км на північ від Бухареста, 12 км на південний захід від Сфинту-Георге, 17 км на північ від Брашова.

## Населення
За даними перепису населення 2002 року у селі проживали 1750 осіб.
Національний склад населення села:
| Національність | Кількість осіб | Відсоток |
| -------------- | -------------- | -------- |
| цигани         | 767            | 43,8%    |
| румуни         | 650            | 37,1%    |
| угорці         | 328            | 18,7%    |

Рідною мовою назвали:
| Мова      | Кількість осіб | Відсоток |
| --------- | -------------- | -------- |
| румунська | 1407           | 80,4%    |
| угорська  | 340            | 19,4%    |